# Tituly a vyznamenání Marie Teresy Lucemburské

Erb Marie Teresy Lucemburské jakožto dámy velkokříže Řádu Karla III.

Lucemburská velkovévodkyně Maria Teresa obdržela během svého života řadu lucemburských i zahraničních vyznamenání a titulů.

## Tituly
- 14. února 1981 – 7. října 2000: Její královská Výsost dědičná velkovévodkyně lucemburská
- 7. října 2000 – dosud: Její královská Výsost velkovévodkyně lucemburská

## Vyznamenání

Erb Marie Teresy Lucemburské jakožto dámy Řádu Serafínů

Královský monogram Marie Teresy Lucemburské

### Lucemburská vyznamenání
- dáma Nasavského domácího řádu zlatého lva
- Medaile stříbrného výročí velkovévody Jana 1989 – 12. listopadu 1989

### Zahraniční vyznamenání
- Belgie
  -  velkokříž Řádu Leopolda – 17. března 1994
- Brazílie
  -  velkokříž Řádu Jižního kříže – 3. prosince 2007 – udělil prezident Luiz Inácio Lula da Silva[1]
- Dánsko
  -  rytíř Řádu slona – 20. října 2003 – udělila královna Markéta II.[2]
- Finsko
  -  velkokříž Řádu bílé růže – 24. listopadu 2008
- Francie
  -  velkokříž Národního řádu za zásluhy – 6. března 2015
- Itálie
  -  velkokříž Řádu zásluh o Italskou republiku – 30. ledna 2009 – udělil prezident Giorgio Napolitano[3]
- Japonsko
  -  Řád drahocenné koruny I. třídy – 27. listopadu 2017[4]
- Lotyšsko
  -  velkokříž Řádu tří hvězd – 5. prosince 2006
- Nizozemsko
  -  dáma velkokříže Řádu nizozemského lva – 24. dubna 2006
  -  velkokříž Řádu koruny
- Norsko
  -  velkokříž Řádu svatého Olafa – 18. dubna 1996
- Portugalsko
  -  velkokříž Řádu Kristova – 6. května 2005[5]
  -  velkokříž Řádu svatého Jakuba od meče – 7. září 2010[5]
  -  velkokříž Řádu prince Jindřicha – 23. května 2017[5]
- Rakousko
  -  velkohvězda Čestného odznaku Za zásluhy o Rakouskou republiku – 15. dubna 2013 – udělil prezident Heinz Fischer
- Rumunsko
  -  velkokříž Řádu rumunské hvězdy – 2004[6]
- Řecko
  -  velkokříž Řádu dobročinnosti – 12. července 2001
- Španělsko
  -  dáma velkokříže Řádu Karla III. – 11. května 200. – udělil král Juan Carlos I.[7]
- Švédsko
  -  komtur velkokříže Řádu polární hvězdy – 21. září 1983
  -  Medaile k 50. narozeninám krále Karla XVI. Gustava – 30. dubna 1996
  -  rytíř Řádu Serafínů – 15. dubna 2008

### Dynastická vyznamenání
- Braganzové
  -  dáma velkokříže Královského řádu svaté Isabely – 27. října 2012[8]

### Ostatní ocenění
- Steiger Award

## Akademické tituly
- Doctor honoris causa na Seton Hall University, New Jersey – 1999